# Свято-Успенский собор (Балта)
Свято-Успенский собор  в городе Балта Одесской области — православный храм Балтской епархии Московского Патриархата. Памятник архитектуры Украины национального значения.

## История
Собор был воздвигнут на рубеже 19 и 20 веков. В 1915 году храм был освящен. С 1931 по 1941 год был закрыт. Помещение храма использовалось как архив МАССР. С 1964 был закрыт по причине строительства на территории храма школы-интерната. Был передан православной церкви в 1988 год после долгой борьбы верующих за открытие храма. Передача храма стала одной из первых на территории Одесской области.
В 2006 сюда из Никольской кладбищенской церкви перенесены мощи местно-почитаемого священноиерея Феодосия (Левицкого). Нетленность мощей была подтверждена выездной комиссией во главе с наместником одесского Свято-Успенского мужского монастыря архимандритом Алексием. 21 октября 2012 года мощи святого праведного Феодосия Балтского были перенесены в Покровский Балтско-Феодосиевский мужской монастырь.
20 октября 2009 года митрополитом Киевским и всея Украины Владимиром была совершена торжественная литургия и прославление Феодосия в лике святых.
С 2012 года храм стал кафедральным собором созданной Балтской епархии.
22 ноября 2015 года была совершена торжественная литургия в присутствии митрополита Киевского и всея Украины Онуфрия, митрополита Кишинёвского и всея Молдовы Владимира, митрополита Одесского и Измаильского Агафангела, митрополита Вознесенского и Первомайского Алексия.
15 июня 2018 года из ризы иконы Божей матери «Скоропослушница» были украдены золотые и серебряные украшения, которые были подарены прихожанами храма.

## Интерьер и архитектура

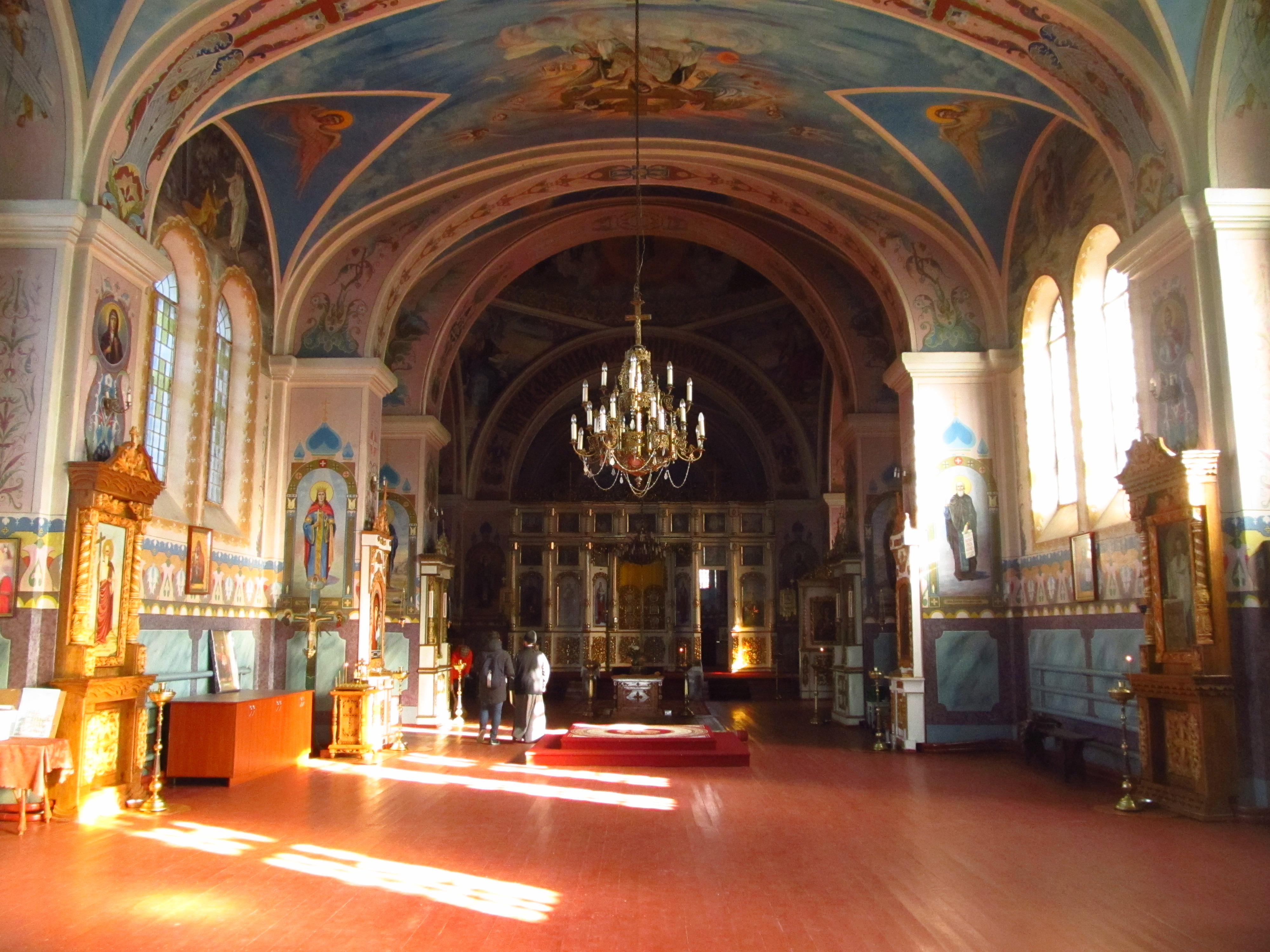
Интерьер
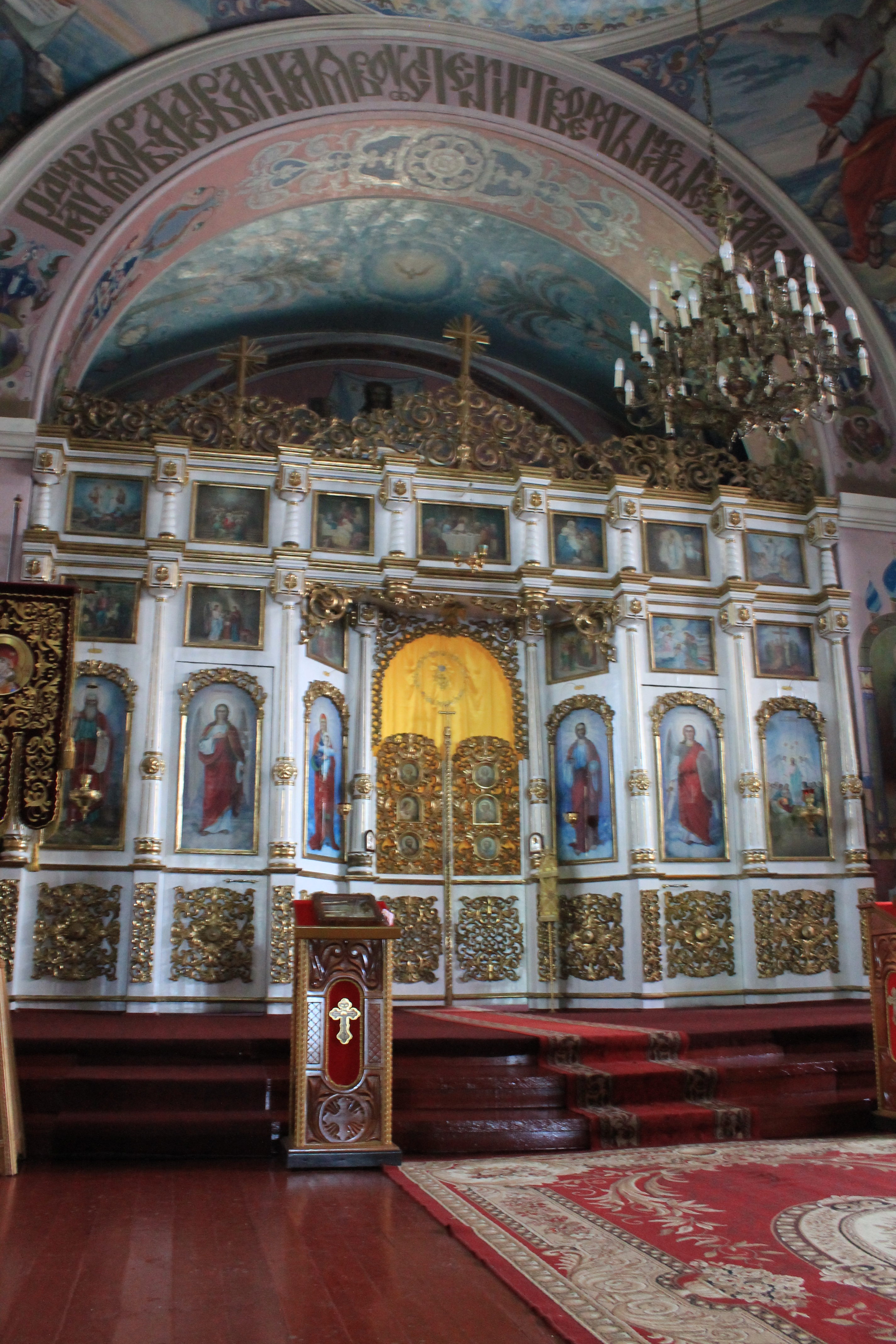
Иконостас
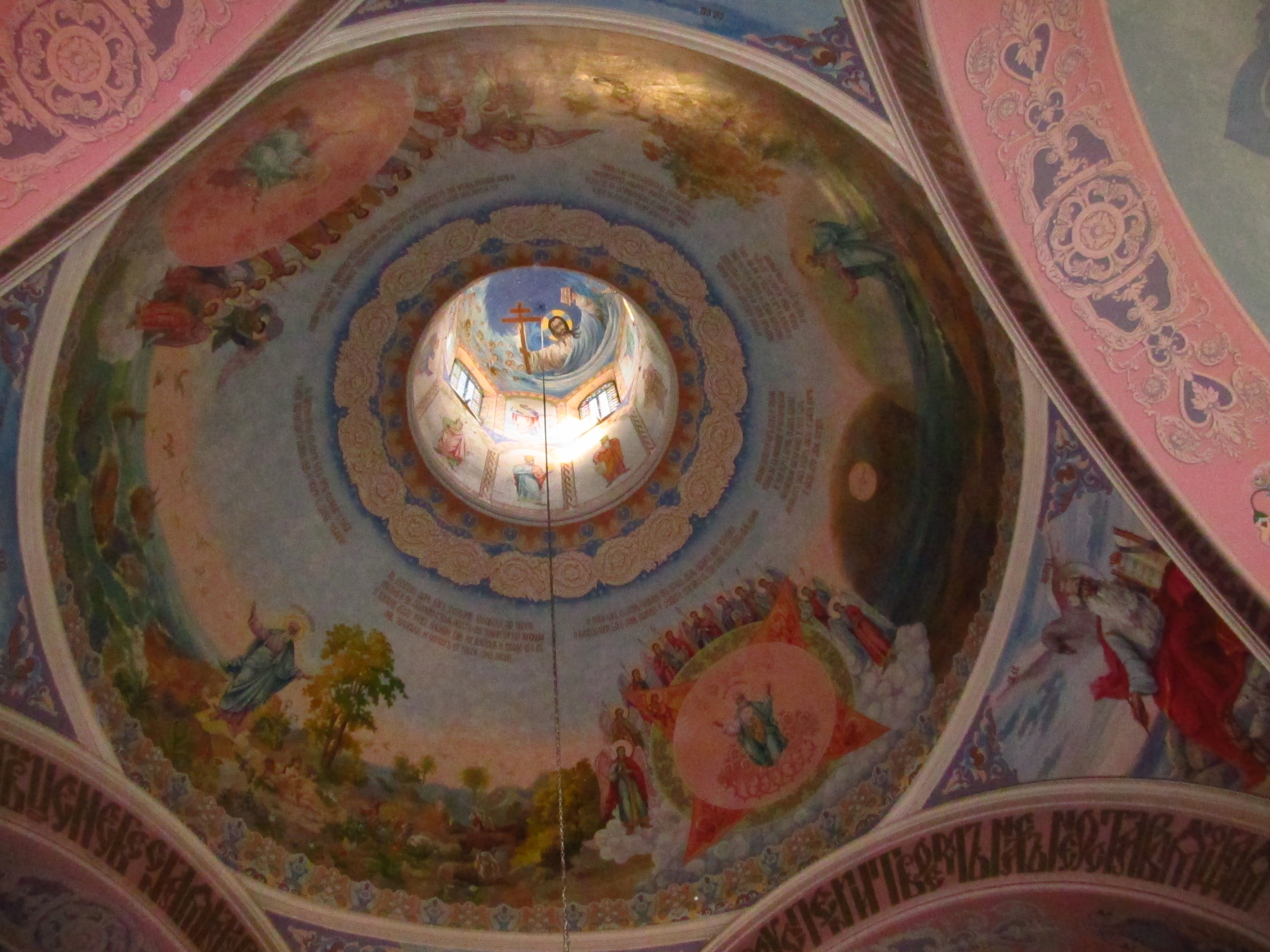
Роспись купола
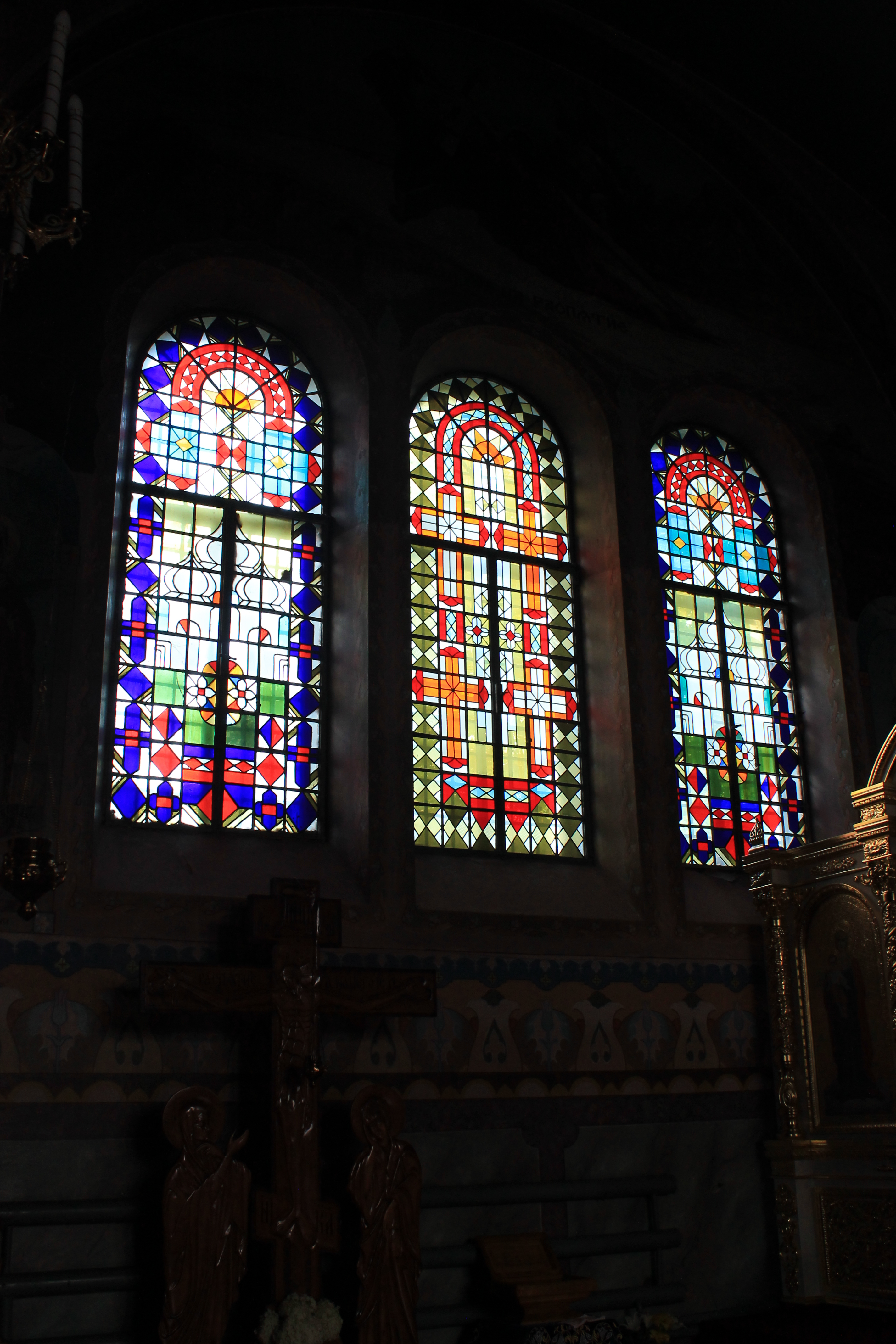
Витражи на окнах
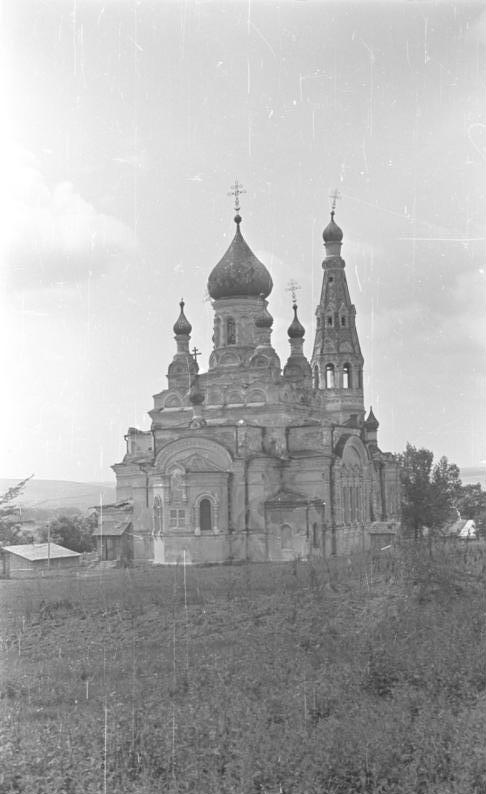
Фото храма в 1941 году
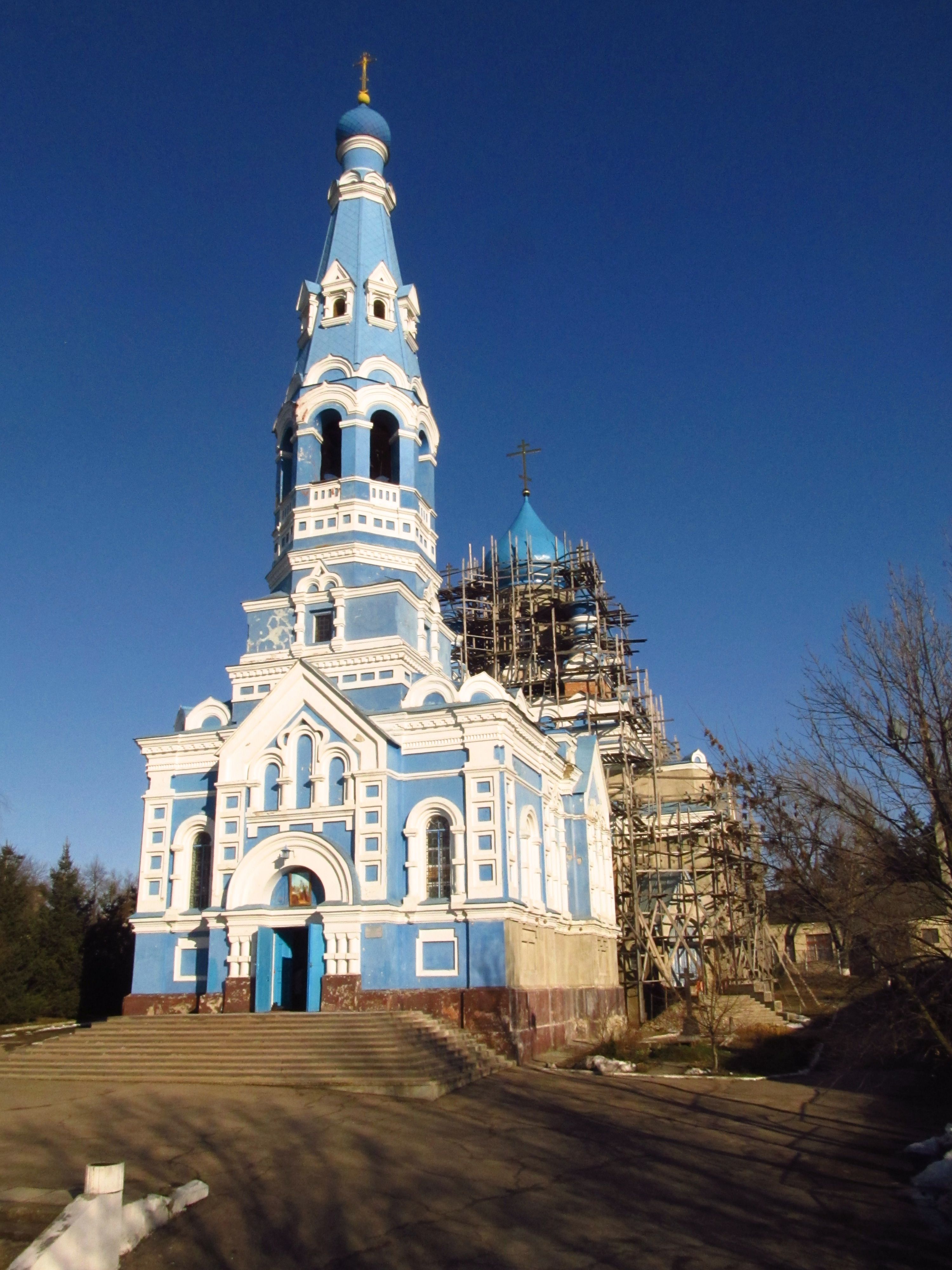
Реставрация храма